# 50. østlige længdekreds
Den 50. østlige længdekreds (eller 50 grader østlig længde) er en længdekreds, der ligger 50 grader øst for nulmeridianen. Den løber gennem Ishavet, Europa, Asien, Afrika, det Indiske Ocean, det Sydlige Ishav og Antarktis.